# Milo und Mars
Milo und Mars ist ein US-amerikanischer Science-Fiction-Animationsfilm des Regisseurs Simon Wells, der am 11. März 2011 in den USA Premiere hatte und am 22. September 2011 in Deutschland auf DVD veröffentlicht wurde. Es handelt sich um eine Produktion der Disney-Studios. Der 175 Mio. US-Dollar teure Film gehört aus finanzieller Sicht zu den größten Flops der Filmgeschichte.

## Handlung
Die Mutter des neunjährigen Milo wird auf den Mars entführt, weil die Marsianer sie für neue Programme für ihre Erziehungsroboter brauchen. Weil Milo seine Mutter retten will, wird er per Zufall mit ins Raumschiff eingeschleust und auf dem Mars hilft ihm Gribble, der selber vor Jahren auf die gleiche Art da hin kam.
Auf dem Mars werden Männer von den Frauen schon als Babys getrennt und auf die Müllhalde geworfen. Die Erziehung der weiblichen Babys erfüllen dann Roboter. Milo will seine Mutter befreien, die noch wenige Stunden zu leben hat, bis sie als Programm verwendet wird. Machthaber ist eine alte Frau genannt „Supervisorin“, die die Einwohner belügt und unterdrückt. Als es Milo knapp gelingt, seine Mutter mit Hilfe von einer Aufständischen zu befreien, kommt ihm die Machthaberin in die Quere, doch der Aufständischen Ki gelingt es, die Bewacher der Supervisorin davon zu überzeugen, dass sie böse ist. Sie nehmen sie gefangen und während auf dem Mars ein großes Befreiungsfest entflammt, reisen Milo und seine Mutter in einem Raumschiff mit Gribble und Ki wieder auf die Erde zurück. Gribble aber will wieder auf den Mars, vor allem weil er sich in Ki verliebte.